# Psalterium
Een psalterium, meervoud psalteria, ook wel psalter, is een snaarinstrument uit de familie van de harp of de citer. Het psalterium is een oud muziekinstrument, er werd reeds in de klassieke oudheid, bij de oude Grieken mee gespeeld.
Het woord 'psalterium' stamt uit het Oudgriekse, ψαλτήριον, psalterion, snaarinstrument, psalterium of harp, en komt van het woord ψάλλω, psallo, prikken, plukken, trekken of draaien, en in het geval van de snaren van muziekinstrumenten 'het spelen van een snaarinstrument met de vingers, dus niet met een plectrum'.
Psalterium wordt in de Bijbel gebruikt als vertaling van verschillende Hebreeuwse woorden.
- כלי, keliy in Psalm 71:22 en 1 Kronieken 16:5
- נבל, nevel in 1 Samuel 10:5, 2 Samuel 6:5, 1 Koningen 10:12, 1 Kronieken 13:8; 15:16, 20, 28; 25:1, 6, 2 Kronieken 5:12, 9:11; 20:28, 29:25, Nehemia 12:27, Psalm 33:2, 57:6, 81:2, 92:3, 108:2, 144:9 en 150:3 en
- פסנתרין, pesanterin in Daniel 3:5, 7, 10 en 15.

Een psalterium bestond in het vroege christendom uit een klankkast met enige gestemde snaren, die in het algemeen werden getokkeld. Men kende het ook onder het woord canon, van het Griekse woord κανών, kanon ofwel regel, principe, 'modus'. Het moderne Griekse volksmuziekinstrument heeft de naam kanonaki, kleine kanon. Het instrument is doorgaans klein genoeg om te dragen. De vorm en ambitus variëren. Er zijn uit de middeleeuwen veel afbeeldingen van psalteria.
In de 19e eeuw werden diverse varianten populair, vooral die op de gitaar en de citer leken en de kleinere instrumenten die op de harp leken. Een instrument, waarbij een strijkstok moet worden gebruikt, kwam in de 20e eeuw veel voor. Het heeft een driehoekig formaat, waardoor het einde van een snaar ook met een strijkstok kan worden gestreken. Een bekende reconstructie van een psalterium werd in 1966 Nelly van Ree Bernard gebouwd op basis van een miniatuur uit de 13e eeuw.

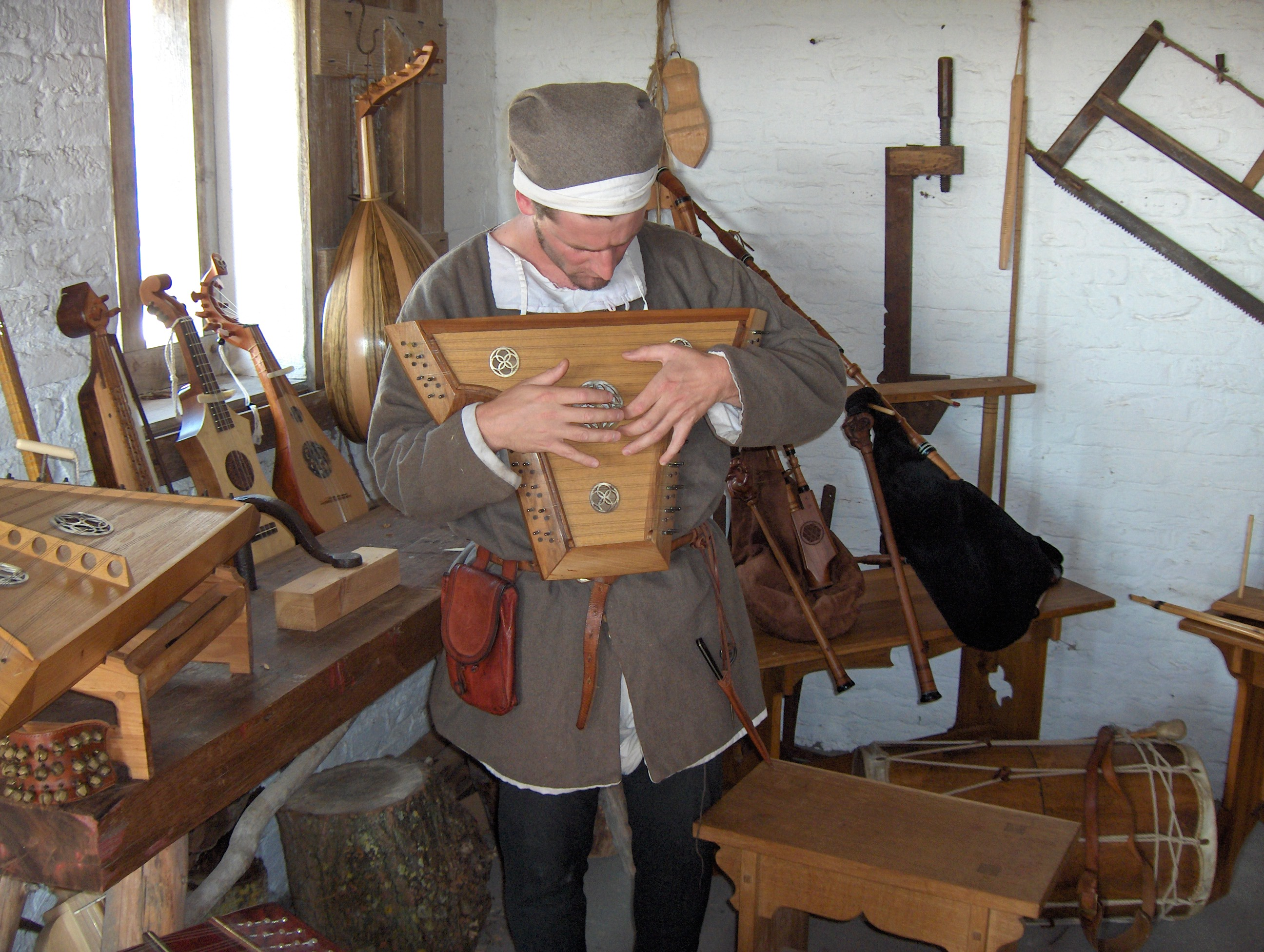
Psalterium bespeeld door een middeleeuwse figurant

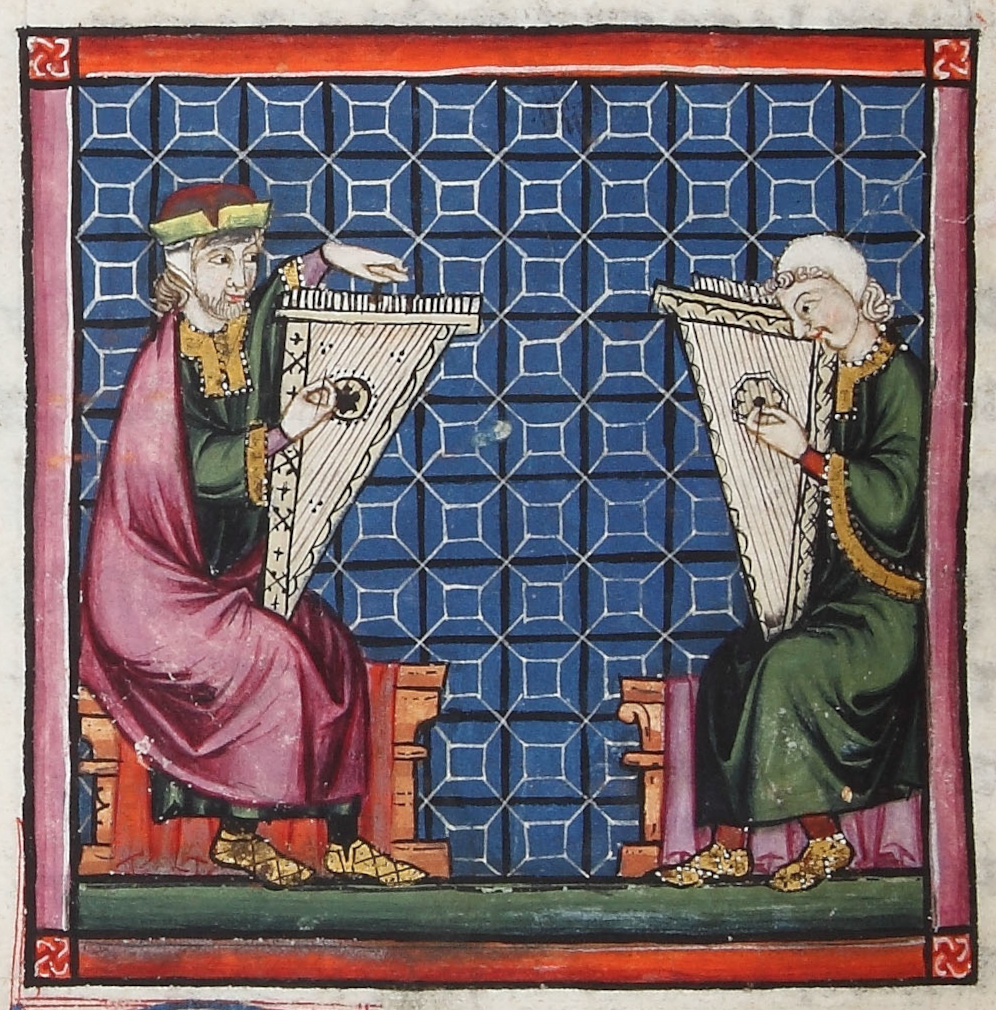
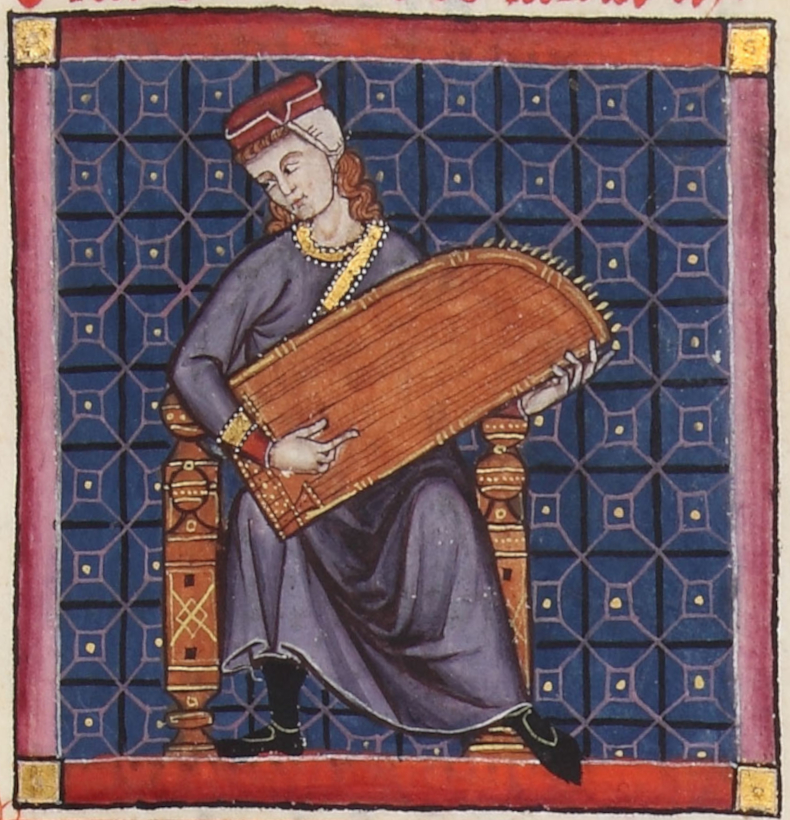
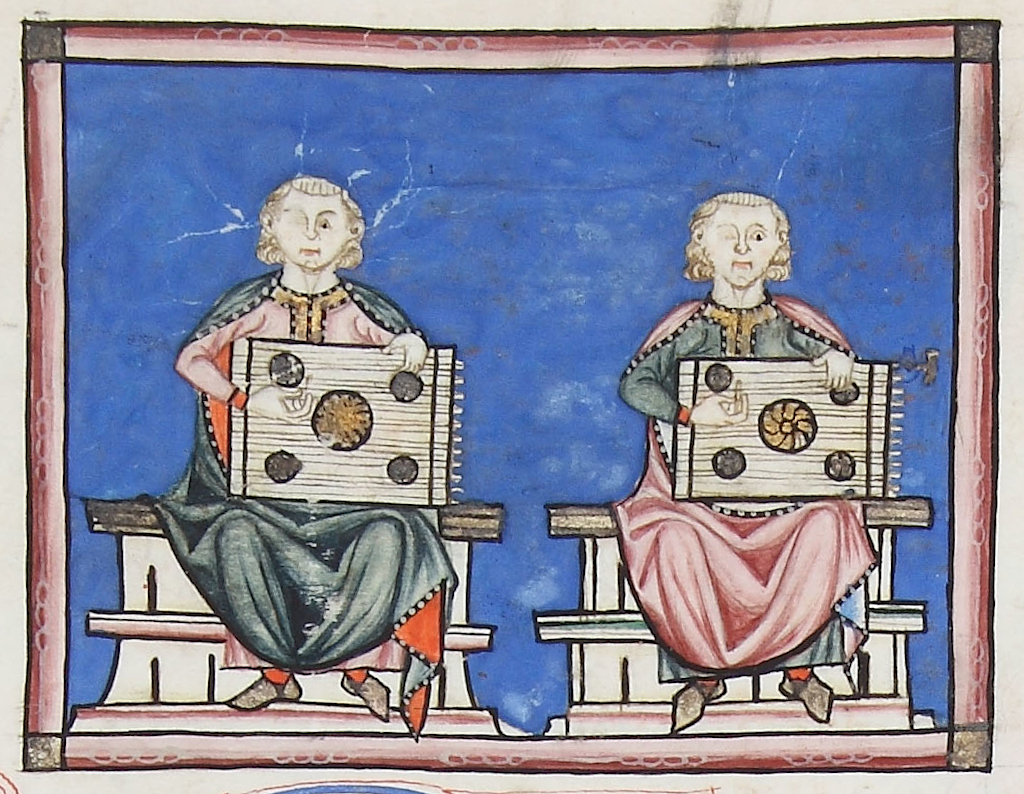
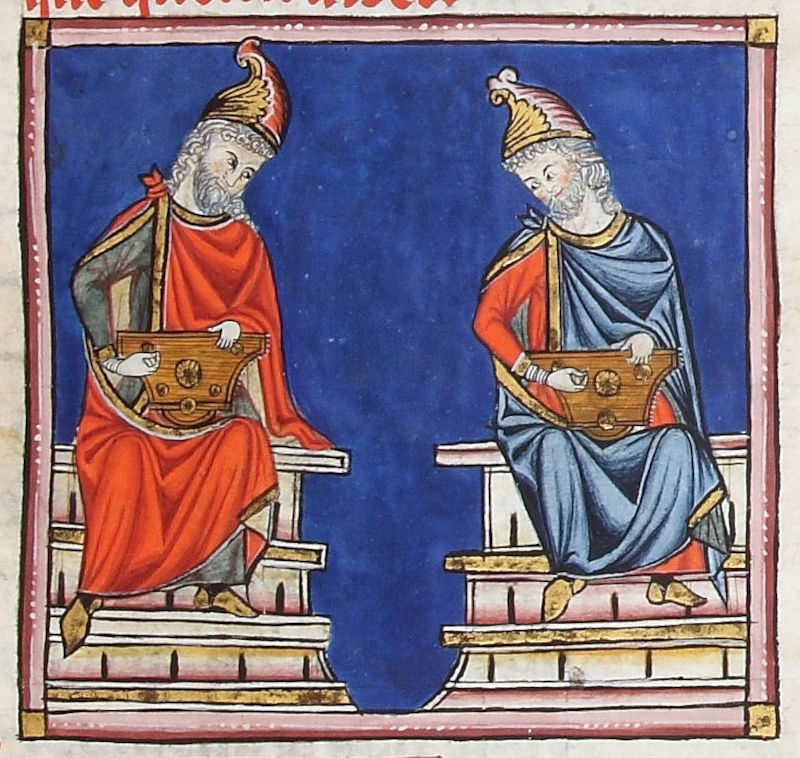
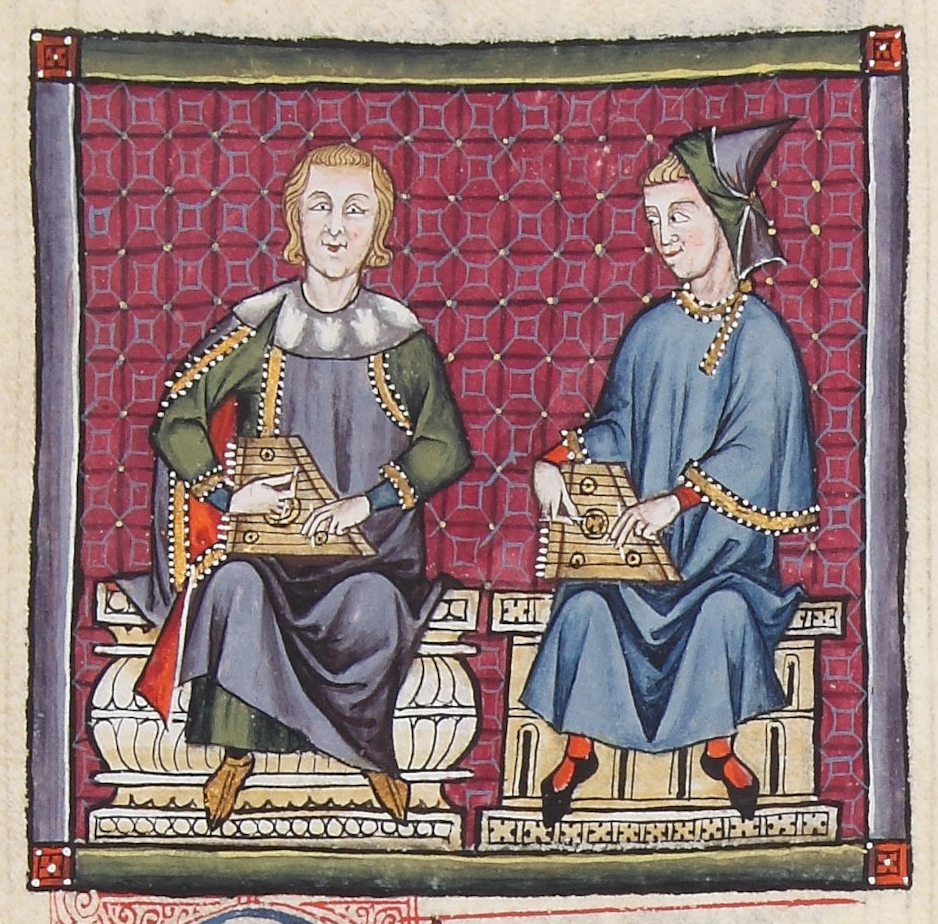

## Websites
- (en)  Franziska Fleischanderl - Salterio